# 布蘭查德 (愛荷華州)
布奇蘭查德（英語：Blanchard）是一個位於美國愛荷華州佩奇縣的城市。

## 地理
布奇蘭查德的座標為40°34′47″N 95°13′15″W / 40.57972°N 95.22083°W，而該地的平均海拔高度為309米（即1014英尺）。

## 人口
根據2010年美國人口普查的數據，布奇蘭查德的面積為0.60平方千米，當中陸地面積為0.60平方千米，而水域面積為0.00平方千米。當地共有人口38人，而人口密度為每平方千米63人。